# خنافس الطقطقة الكاذبة
خنافس الطقطقة الكاذبة أو فصيلة بيروثوبيدي (الاسم العلمي: Eucnemidae)، هي فصيلة حشرات خنفسية من الخنافس النهمة. يضم نحو 1700 نوع موزعة في جميع أنحاء العالم.
يصل طولها إلى 2-30 مم.